# مرکز خدمات حوزه‌های علمیه
مرکز خدمات حوزه‌های علمیه نهادی است که در سال ۱۳۷۰ برای تأمین رفاه طلاب در بخش‌های مسکن، بیمه، وام قرض‌الحسنه و غیره به فرمان رهبر ایران ایجاد شد. یک هیئت مدیرهٔ هفت نفرهٔ منصوب رهبر این مرکز را اداره می‌کند. این مرکز به طلاب و روحانیون مرد، زن، ایرانی، غیر ایرانی، شیعه و سنی خدمات می‌دهد. هم‌اکنون سید حسن ربانی ریاست این مرکز را بر عهده دارد.
این مرکز فروشگاهی داشت که متعلق به بخش خصوصی بود و در آن کالاهای گرانقیمت مانند ماشین ظرفشویی و ماشین شارژی هم عرضه می شد  که به علت اعتراض طلاب به فروش کالاهای غیر ضروری در این فروشگاه، این فروشگاه تعطیل شد. این مرکز شعبات زیادی دارد و به همه طلاب حوزه‌های سراسر کشور که شاغل نباشند، خدمات می‌دهد. در دولت‌های نهم و دهم توجه ویژه‌ای به این مرکز شد و بودجه‌های بزرگی در اختیار آن قرار گرفت. به گفتهٔ ابوالحسن نواب، رئیس سابق مرکز بودجهٔ آن بخشی توسط رهبری، بخشی از کارکردهای خود مرکز و بخش دیگر آن، از بودجه‌های دولتی تأمین می‌گردد.
فروشگاه مرکز خدمات تمامی اجناس را به صورت قسطی نمی‌دهد بلکه تقسیط تنها برای کالاهای ضروری می‌باشد. فروشگاه در حال حاضر به بخش خصوصی واگذار شده‌است و مرکز مسئولیتی در تهیه اجناس ندارد. تمامی افراد اعم از روحانی و غیر روحانی می‌توانند از این فروشگاه خرید کنند.
در بودجهٔ پیشنهادی دولت ایران برای سال ۱۳۹۴ برای این مرکز با ۲۱ درصد رشد بودجه‌ای ۵۰۷ میلیارد تومانی در نظر گرفته شده‌است. این بودجه در سال ۱۳۹۹ به ۷۹۹٬۶ میلیارد تومان افزایش یافت.
بودجه این مرکز در سال ۱۴۰۱ به ۲ میلیارد و ۸۰۹ میلیون تومان افزایش یافته که نسبت به سال قبل تقریبا دو برابر شده است. [منبع]